# رواية رعوية

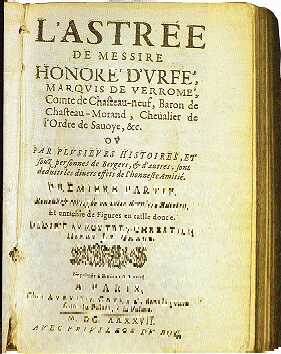

الرواية الرعوية (الإسبانية Novela Pastoril) هي جنس من الأجناس الأدبية التي تدرج ضمن الملاحم أو الروايات البطولية السردية. ظهرت تاريخياً في عصر النهضة بعد ظهور رواية أركاديا للكاتب الإيطالي ياكوبو سانازارو.

## أصلها وتطورها
نقل التاريخ الأوروبي موروثاً واسعاً من الأدب الرعوي يتمحور حول جنس أدبي غنائي يعرف بالقصائد الرعوية الحوارية. في الغالب يتألف من حوار يشارك فيه رعاة مثاليون يروون فلاحهم أو خيبتهم في الحب. ظهرت القصيدة الرعوية أو الإيديليو مع الشاعر اليوناني ثيوقريطس، وتبعه في هذا الجنس الكاتب اليوناني موسكو ثم الشاعر الروماني ورغيليوس الذي أبدعَ في جَعل رُعاته نُسخة عن الشخصيات الحقيقية المقتبسة من محيطه مثل: ميثيناس، الإمبراطور أغسطس... إلخ.
في وقت لاحق، وخلال العُصور الوُسطى، ألفّ جيوفاني بوكاتشيو مجموعة من الأعمال السّردية النَّثرية عن مواضيع رُعوية عشقية مثل النينفاله دي أدميتو والنينفاله فييسولانو. ولكن كان ياكوبو هو من صقل هذا الجنس الأدبي في رواية أركاديا عام 1504 (المترجمة للغة الإسبانية عام 1549) في صيغة نقاش سَردي يتكون من نظم أو أغانٍ شعرية تعبر عن الحب على لسان الرعاة.
تعكس الرواية الرعوية الرؤية المثالية وغير الواقعية لعصر النهضة مع إخضاع روح العمل لأسلوب خاص وفكر أفلاطوني. تتعلق مواضيعها بالحب وتقدّم رؤية جمالية للطبيعة والسلام، ويكون فيها السرد بطيء والأحداث مشوشة ومتصنعة وتجد صعوبة في الوصول إلى حل العُقدة، وما يهتم به العمل في الأساس هو تحليل مشاعر الشخصيات وعواطفها ووصف المشهد الطبيعي. ومن جهه أخرى يتكرر الخروج في النص عن مضمون هذا الجنس أو يورد قصصاً لا علاقة لها بالحدث الرئيسي، بالإضافة إلى تداخل أبيات الشعر فيها.
نجد عناصر من هذا الجنس الرعوي في قصائد غارسيلاسو دي لا فيغا الذي كان قد درس في أكاديمية بونتانيانا في نابولي وتعرف جيداً من خلالها على أعمال أحد أعضائها وهو اكتويوس ثنسيروس (ياكوبو سانازار)، ويتضح ذلك في حوارات ساليثيو وناميرسو. ونجد عناصر رعوية في الفصول الأخيرة من كتاب الفروسية الإسباني أماداس دي غريثيا (1530) لفيليسيانو دي سيلفا، حيث يروي كيف أصبح الأمير فلوريثل دي نيكيا راعياً واتخذ لنفسه اسم سيلفستر لاتيريل بسبب حبه للراعية سيلفيا.
لكن انتقال هذا الجنس الأدبي إلى إسبانيا يعود فعلياً لظهور الكتب السبعة ذات الطابع الإيطالي والمعنونة ديانا عام 1559 للبرتغالي خورخي دي مونتيمايور الذي كان يؤلّف باللغة القشتالية.
حقق العمل نجاحا باهرا، فتُرجم وقُلّد في جميع أنحاء أوروبا، ومن الأعمال المقلِدة لا أستريا (لوحة فتاة النجوم) لأونوريه دورفيه من فرنسا، وفي البلد ذاته، نجدها في القرن الثامن عشر، في لا استيلا لجان بيير كلاريس من مدينة فلوريان... وغيرها من الأعمال.
تم احياء هذا الجنس الأدبي في إسبانيا في الجزء الثاني من رواية ديانا للكاتب ألونسو بيريز، وكتاب ديانا العاشقة (1564) لغاسبار خيل بولو، وهما استمرار لرواية مونتيمايور، وقد طورت الرواية الثانية منهما في أجواء فالنسيا، وأدخل فيها تفعيلات شعرية جديدة.
لهذا الجنس الأدبي أتباع كثيرون، ومن أبرزها «عشرة كتب من ثروة الحب» (1573) لأنطونيو دي لوفراسو، و«الراعي من فيليدا» (1582) للويس غالفيز دي مونتالفو، و«لا جالاتيا» (1585) لميغيل دي ثيربانتس، و«خديعة الغيرة» (1586) لبارتولومي لوبيز دي اينكيسو، و«حوريات ورعاة من هيناريس» (1587) لبرناردو جونزاليس دي بوبادييا، و«راعي من أيبيريا» (1591) لبرناردو دي لا فيغا، و«أركاديا» (1598) لفيليكس لوبي دي فيغا، و«لا كونستانته اماريليس» (1607) لكريستوفر سواريز دي فيغيروا، و«العصر الذهبي في أدغال اريفيلية» (1608) لبرناردو دي بالبوينا، وهو ما يمثل عودة إلى التقليد الإيطالي باللغة القشتالية. ووجدت نسخ من النوع الإلهي مثل «رعاة من بيت لحم» (1612) للوبي دي فيغا.